# Duminică sumbră
Duminică sumbră (în germană Ein Lied von Liebe und Tod, în engleză Gloomy Sunday – A Song of Love and Death, în maghiară Szomorú vasárnap) este un film germano-maghiar din 1999, regizat de Rolf Schübel. Filmul a avut premiera în anul 1999, el fiind ecranizarea romanului scris de Nick Barkow. Tema filmului este o dramă care are în centru dragostea a unui proprietar evreu de restaurant, László, a unui pianist tânăr, András, și a unui ofițer SS, Hans Wieck, față de chelnerița fermecătoare Ilona.

## Rezumat
Afaceristul bogat german Hans Eberhard Wieck, sărbătorește împlinirea vârstei de 80 de ani în restaurantul "Szabó" din Budapesta, unde a petrecut în urmă cu 20 de ani. În timp ce oaspeții chefuiesc, Wieck este șocat la vederea fotografiei chelneriței Ilona. Acum vor fi prezentate întâmplările anterioare ale anilor 1930, când proprietar era evreul László Szabó, care la fel ca și unii oaspeți este fermecat de frumusețea lui Ilona. Wieck și László au norocul să câștige dragostea fetei. Noul angajat al restaurantului, pianistul András, va nutri de asemenea sentimente de iubire pentru fată. Cu ocazia zilei de naștere a fetei, pianistul va cânta fetei propria lui compoziție "Gloomy Sunday", care va entuziasma oaspeții. Ilona va fi cerută în căsătorie de Hans Wieck, dar ea nu se poate decide. Deziluzionat, Hans se aruncă în Dunăre, este însă salvat de László și se reîntoarce în Germania. Ilona va avea relații cu ambii, László și András, care cu toate acestea rămân prieteni. László îl ajută pe András să pună în vânzare melodia "Duminică sumbră" compusă de el. Cântecul trist declanșează o serie de sinucideri a tinerilor îndrăgostiți din Budapesta. Întristat de efectul compoziției sale, András caută să se otrăvească, dar este împiedicat în ultima clipă de Ilona și László. Reîntors ca ofițer SS în Ungaria,  Hans pretinde să fie cântat "Gloomy Sunday" cea ce determină sinuciderea pianistului. László îl roagă pe Hans să-i procure documente pentru a-l salva ca evreu de prigoana naziștilor, pentru aceasta devine chiar oportunist, denunțând evreii bogați.
Pentru a-l salva pe László, Ilona este de acord în cele din urmă să se culce cu Hans, cu care va rămâne gravidă. Spectatorii sunt informați la sfârșitul filmului că László a murit în Lagărul de exterminare Auschwitz.

## Distribuție
- Erika Marozsán: Ilona
- Joachim Król: László
- Ben Becker: tânărul Hans Wieck
- Rolf Becker: bătrânul Hans Wieck
- Ilse Zielstorff: Frau Wieck
- Stefano Dionisi: András

## Premii
- Deutscher Filmpreis 2000: Best Screenplay
- Bavarian Film Awards 2000: Best Director, Best Cinematography